# ORP Ślązak (L26)
Lo ORP Ślązak (pennant number L26) fu un cacciatorpediniere scorta della classe Hunt, entrato in servizio con la Marina militare polacca nel maggio 1942.
Costruita inizialmente per la Royal Navy britannica ma ceduta ai polacchi prima del suo completamento, l'unità fu molto attiva durante la seconda guerra mondiale: assegnata inizialmente alle missioni di scorta ai convogli navali nelle acque dell'Inghilterra, nell'agosto 1942 partecipò agli eventi del raid su Dieppe. Trasferita nel mar Mediterraneo nel maggio 1943, partecipò agli eventi dello sbarco in Sicilia e dello sbarco a Salerno. Richiamato in Inghilterra nell'aprile 1944, nel giugno seguente lo Ślązak partecipò allo sbarco in Normandia, continuando a operare nelle acque dell'Europa nord-occidentale fino alla fine della guerra.
Ritornato sotto controllo britannico nel 1946 e rinominato HMS Beadale, il cacciatorpediniere rimase in riserva fino al 1953, quando fu affittato e poi definitivamente acquistato dall'India, entrando in servizio con la Marina militare indiana sotto il nome di INS Godavari. Impiegata principalmente in compiti di addestramento, l'unità fu infine radiata dal servizio nell'aprile 1979 e avviata alla demolizione.

## Storia

### Entrata in servizio e prime operazioni

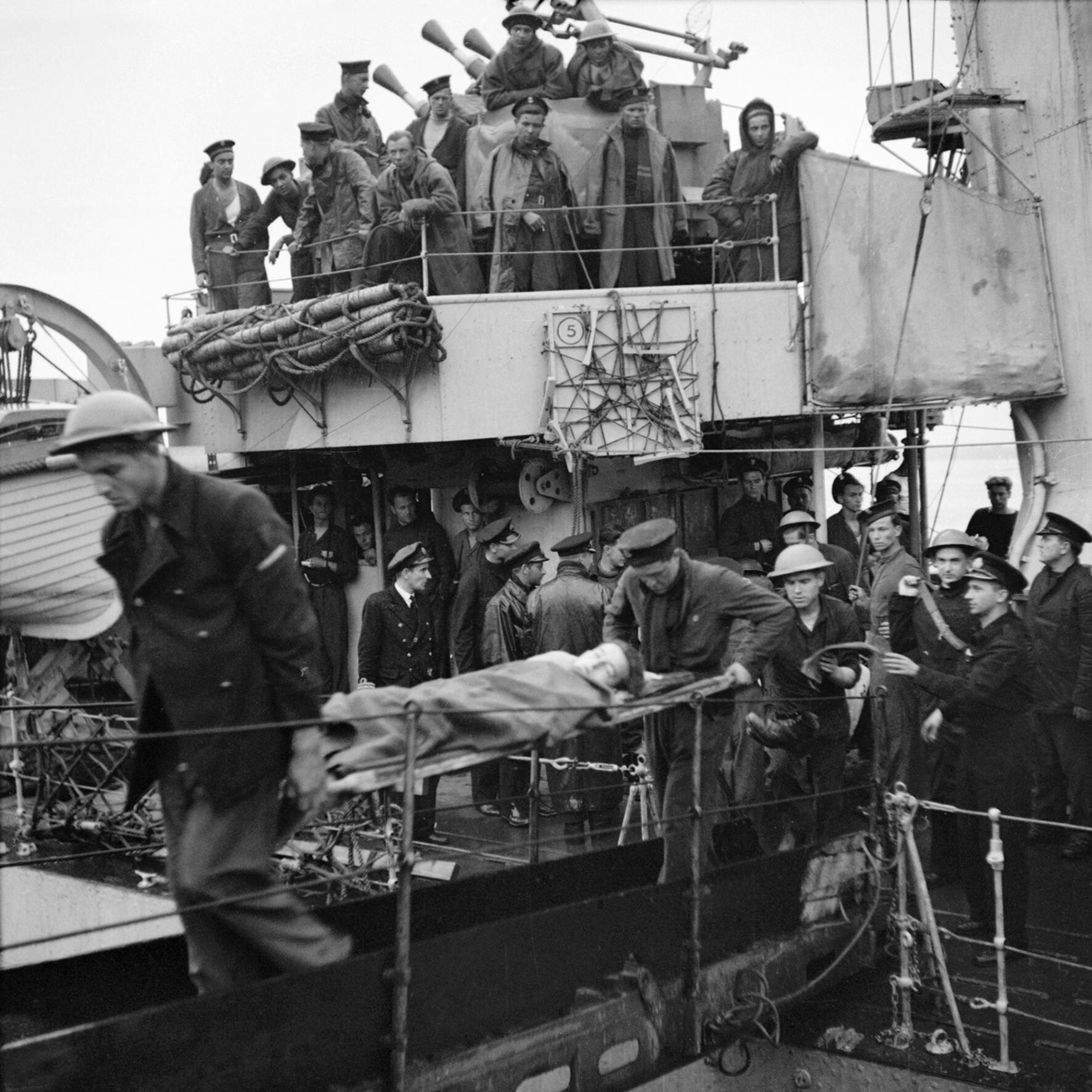
Feriti canadesi vengono sbarcati dallo Ślązak rientrato a Portsmouth dopo il fallimentare raid su Dieppe

Ordinata ai cantieri navali della Hawthorn Leslie and Company di Newcastle upon Tyne il 12 dicembre 1939 (il 20 dicembre secondo altra fonte), l'unità fu impostata il 25 maggio 1940; designata inizialmente per essere messa in servizio con la Royal Navy sotto il nome di HMS Beadale (dal nome di una tenuta per la caccia alla volpe dello Yorkshire),  prima del completamento nell'aprile 1942 la nave fu invece ceduta alla Marina militare polacca, venendo quindi varata il 23 luglio 1941 con il nuovo nome di ORP Ślązak ("slesiano" in lingua polacca). La nave entrò ufficialmente in servizio il 28 maggio 1942, venendo messa in forza alla 15th Destroyer Flotilla di Plymouth per operare nella scorta ai convogli britannici nelle acque del canale della Manica e degli approcci sud-occidentali alle isole britanniche.
Il 20 agosto 1942 lo Ślązak fu temporaneamente distaccato dalle sue attività di scorta per partecipare al supporto navale del raid di Dieppe, una fallimentare incursone anfibia anglo-canadese contro il porto francese di Dieppe nella Manica: il cacciatorpediniere polacco supportò i reparti a terra con il fuoco dei suoi grossi calibri e partecipò all'evacuazione finale dei reparti sbarcati, venendo leggermente danneggiato in attacchi aerei dei tedeschi ma rivendicando l'abbattimento di quattro velivoli nemici. Per le sue azioni nelle acque di Dieppe il comandante della nave, tenente comandante Romuald Tyminski, fu insignito dell'onorificenza della Distinguished Service Cross. A partire da settembre 1942 il cacciatorpediniere riprese le sue missioni di scorta ai convogli nella Manica e negli approcci sud-occidentali; nel gennaio 1943 lo Ślązak subì gravi danni strutturali dopo essere incappato in una violenta tempesta in mare aperto, dovendo rimanere in cantiere a Liverpool per le riparazioni fino al marzo seguente.

### Mediterraneo e Normandia

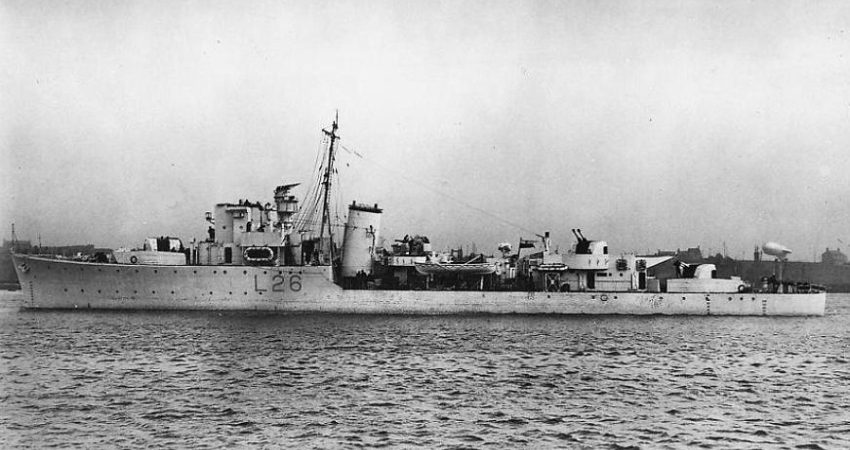
Una veduta dell'unità alla fonda nel 1942

Il cacciatorpediniere rimase nelle acque delle isole britanniche fino al maggio 1943, quando fu trasferito nella base di Gibilterra per operare nella scorta ai convogli nelle acque del mar Mediterraneo. Il 10 luglio 1943 lo Ślązak partecipò allo sbarco in Sicilia supportando con i suoi cannoni i reparti britannici scesi a terra nella parte orientale della zona di sbarco alleata, pattugliando poi nei giorni seguenti le acque davanti alla testa di ponte per contrastare eventuali incursioni di motosiluranti o sommergibili dell'Asse. Dopo altre operazioni di scorta ai convogli nel Mediterraneo centrale in agosto, ai primi di settembre la nave fu assegnata alla 59th Destroyer Division con sede a Malta; il 9 settembre lo Ślązak fece da scorta a una formazione di portaerei e incrociatori britannici intenta a supportare lo sbarco a Salerno, continuando a operare al largo della testa di ponte fino al 23 settembre quando rientrò nella base di Gibilterra. Nei mesi successivi il cacciatorpediniere svolse varie missioni di scorta ai convogli nelle acque del Mediterraneo.
Richiamato a Plymouth nell'aprile 1944, lo Ślązak fu assegnato alla vasta flotta alleata radunata in vista dello sbarco in Normandia, svolgendo esercitazioni di assalto anfibio lungo le coste dell'Inghilterra. Il 6 giugno 1944 la nave appoggiò con i suoi cannoni lo sbarco dei reparti britannici a Sword Beach, continuando nelle settimane seguenti a operare in missioni di fuoco e pattugliamento al largo della parte orientale della testa di ponte alleata in Normandia. Da luglio a settembre 1944 operò in forza alla 15th Destroyer Flotilla di Plymouth in missioni di scorta ai convogli nella Manica, ma in ottobre fu spostato in forza alla 16th Destroyer Flotilla di Harwich per operare in analoghi ruoli nelle acque del Mare del Nord; nel maggio 1945 fu riassegnato in forza alla Nore Station di Chatham, supportando le ultime operazioni belliche degli Alleati nell'Europa nord-occidentale.

### Nel dopoguerra
Lo Ślązak rimase in forza alla Nore Station fino alla conclusione della seconda guerra mondiale nel settembre 1945. La cessione della nave ai polacchi si concluse il 27 luglio 1946 (il 28 settembre 1946 secondo altra fonte), e il cacciatorpediniere fu ritrasferito in forza alla Royal Navy riassumendo il suo vecchio nome di HMS Beadale. L'unità fu rapidamente ritirata dal servizio attivo e posta in riserva ad Harwich il 28 settembre 1946, rimanendo in questo stato per i successivi cinque anni.
Nel 1952 il cacciatorpediniere fu dato in affitto alla Marina militare dell'India, venendo sottoposto a lavori di revisione e ripristino presso i cantieri della Cammell Laird di Birkenhead. Rinominata il 27 novembre 1952 INS Godavari (come l'omonimo fiume dell'India meridionale), l'unità entrò ufficialmente in servizio con la Marina indiana il 27 aprile 1953. Il periodo di affitto fu poi esteso varie volte finché, nell'aprile 1959, il cacciatorpediniere fu ufficialmente venduto dal Regno Unito all'India. Non impegnata in operazioni belliche degne di nota durante i onflitti tra India e Pakistan, il Godavari servì principalmente come unità di addestramento fino all'aprile 1979, quando fu radiato dal servizio e avviato alla demolizione.